# Werner Schaar
Werner Schaar (* 19. Mai 1948 in Aurich) ist ein ehemaliger deutscher Fußballspieler.

## Karriere
Der Stürmer kam in der Saison 1974/75 in der 2. Bundesliga Nord für TSR Olympia Wilhelmshaven zu 23 Einsätzen, in denen er ein Tor schoss. Er debütierte am 10. August 1974 (2. Spieltag) beim 2:2-Unentschieden im Auswärtsspiel gegen die SG Wattenscheid 09 mit der Einwechslung für Manfred Thome in der 81. Minute. Sein einziges Tor erzielte er am 26. Januar 1975 (21. Spieltag) bei der 3:4-Niederlage im Heimspiel gegen die SG Wattenscheid 09 mit dem Treffer zur 3:2-Führung in der 58. Minute. Ein weiteres Tor gelang ihm am 7. September 1974 beim 4:1-Erstrundensieg im DFB-Pokal-Wettbewerb im Heimspiel gegen Eintracht Trier mit dem Treffer zum 1:1 in der 68. Minute.
Nach dem Abstieg in die seinerzeit drittklassige Oberliga Nord blieb der Berufssoldat noch eine weitere Saison bei den Jadestädtern, bevor er zum VfL Ockenhausen wechselte: In sechs Saisons stieg er mit diesem Verein sechsmal bis in die Landesliga Niedersachsen auf. Nach seiner aktiven Karriere spielte er noch für die Altherrenmannschaft des TSV Großenkneten und für die SG Achim. Später trainierte er den TuS Heidkrug.

## Sonstiges
Schaar lebt in Großenkneten und ist inzwischen begeisterter Radfahrer.